# 考斯普林斯蘭奇
考斯普林斯蘭奇（英語：Cow Springs Ranch）是位於美國新墨西哥州盧納縣的鬼鎮。

## 地理
考斯普林斯蘭奇所處的海拔為高於海平面1536米（即5039英呎），而該地所採用的時區為UTC-7，即北美山地时区（MST）。同時該地設有夏令時間，為UTC-7調快一小時，即UTC-6（MDT）。